# Natievorming
Natievorming (Engels: nation-building; ook wel in het Nederlands gebruikt) is het proces waarbij de culturele identiteiten van verschillende gemeenschappen in een staat steeds meer op elkaar gaan lijken en de onderlinge verbondenheid steeds groter wordt. Het volgt vaak op staatsvorming en wordt mogelijk gemaakt door de modernisering waardoor de onderlinge contacten toe konden nemen. Overheden hebben daarbij een actieve rol in het bevorderen van een nationale identiteit. Terwijl daarmee de sociale cohesie bevorderd kan worden van de eigen groep of ingroup, kan het tegelijkertijd leiden tot uitsluiting van groepen die niet worden beschouwd als leden van de natie (outgroup) en soms ook extreem nationalisme.

## Geschiedenis
Hoewel er al eerder sprake was van een proto-nationaal bewustzijn in verschillende landen, kwam het proces van natievorming echt op gang in de negentiende-eeuwse West-Europese staten die in een sterke onderlinge concurrentiestrijd verwikkeld waren. Om de economische, industriële en militaire macht te laten groeien moest een steeds groter beroep gedaan worden op de bevolking. Met de commercialisering, industrialisering en schaalvergroting die onderdeel uitmaakten van de modernisering konden eerder relatief geïsoleerde en autarkische gemeenschappen met elkaar verbonden worden.
Daarbij speelde dat er aan het einde van de achttiende eeuw een overgang was van traditioneel gezag naar rationeel-legaal gezag. De macht kon niet langer gelegitimeerd worden door gewoontes en gebruiken. Om de bevolking te kunnen mobiliseren voor het nationaal belang, werd de nadruk gelegd bij de onderlinge overeenkomsten, continuïteit en uniciteit. Daartoe worden verhalen gebruikt waarmee men zich kan identificeren, wat tot uiting komt in nationale geschiedenissen, literatuur, onderwijs en de media, maar ook in wat Hobsbawm en Ranger uitgevonden tradities noemen. Het proces werd versterkt door de culturele homogenisering die plaatsvond door de verspreiding van een standaardtaal, een standaardtijd en omgangsvormen en levensstijlen die nog wel variëren met de sociale rol, maar niet meer streekgebonden zijn.
Naast het bevorderen van een nationale identiteit gebruikte men daarbij democratisering als legitimatie om burgers via juridisering steeds meer verplichtingen als dienstplicht, belastingplicht en leerplicht op te leggen.
Niet in alle gevallen gaat echter staatsvorming vooraf aan natievorming. Zo ontstond er in het staatkundig verdeelde Duitsland een cultuurnationalisme met een nationaal bewustzijn en werd in het revolutiejaar 1848 in het Frankfurter Parlement gepoogd een nieuwe Duitse eenheidsstaat te bewerkstelligen. Het was uiteindelijk echter pas onder Bismarck dat de Duitse eenwording tot stand kwam toen in 1871 met de Reichsgründung het Duitse Rijk tot stand kwam. Een vergelijkbaar proces was de Risorgimento die in 1861 leidde tot het koninkrijk Italië.
In staten waar echter geen sprake was van culturele homogeniteit konden centralisering en bureaucratisering juist eerder een verzwakkend dan een versterkend effect hebben voor de staat doordat dit etnisch nationalisme versterkte. Dit was het geval in Oostenrijk-Hongarije met verschillende etnische groepen op zijn grondgebied, maar ook in andere landen leidde dit tot afscheidingsbewegingen. Zo speelt separatisme nog steeds een rol bij de Schotten in het Verenigd Koninkrijk en de Basken en Catalanen in Spanje.